# Animale di Seth
L'animale di Seth è un animale della mitologia egiziana, non bene identificato, associato da taluni a un canide, da talaltri a un mulo, o, più verosimilmente, un oritteropo (maiale di terra).

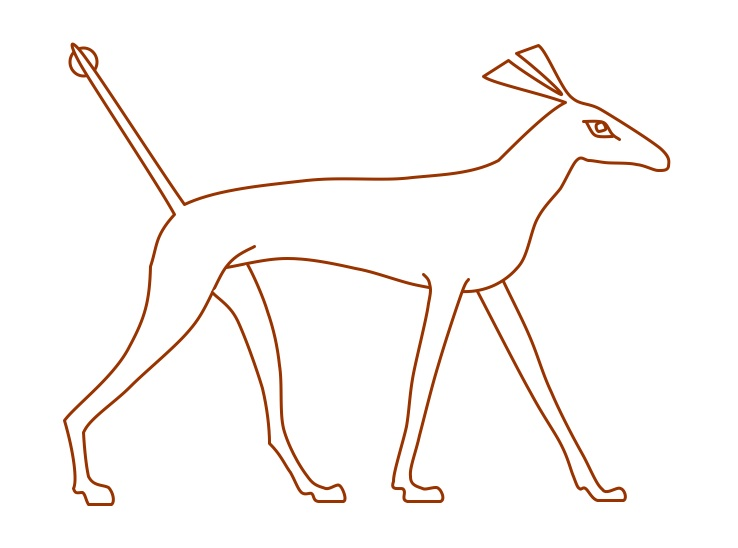
L'animale di Seth

In geroglifico scritto:
| E20 | E21 |

 (Zeteš ẖannihu) 

## Mitologia

### Ruolo
Seth si fece animale per proteggere il dio Ra e in cambio Seth ottenne Ra come "avvocato"
in tribunale.

### Identificazioni
L'animale di Seth è stato identificato con il fennec, con il mulo, con l'oritteropo o con lo sciacallo, anche se potrebbe semplicemente trattarsi di una figura chimerica ispirata dai tratti caratteristici degli animali appena citati.